# Ligue A Masculina de 2018–19
A Ligue A Masculina de 2018–19 foi a 79.ª edição da primeira divisão do campeonato francês de voleibol, competição esta organizada pela Ligue Nationale de Volley (LNV) sob a égide da Federação Francesa de Voleibol (em francês:  Fédération Française de Volley-Ball, FFVB). O campeonato ocorreu de 12 de outubro de 2018 a 10 de maio de 2019 e contou com a participação de 13 equipes francesas.
O Tours Volley-Ball conquistou seu oitavo título nacional após vencer o Chaumont Volley-Ball 52 no segundo jogo da série "melhor de três". O central francês Barthélémy Chinenyeze foi eleito o melhor jogador do torneio.

## Regulamento
A fase classificatória foi disputada em dois turnos. Em cada turno, todos os times jogaram entre si uma única vez. Os jogos do segundo turno foram realizados na mesma ordem do primeiro, apenas com o mando de quadra invertido.
A fase de playoffs foi divida em quartas de final, semifinais e final, todas no sistema "melhor de três".

## Equipes participantes
| Equipe                  | Cidade      | Temporada 2017–18       |
| ----------------------- | ----------- | ----------------------- |
| Tours Volley-Ball       | Tours       | Campeão                 |
| Chaumont Volley-Ball 52 | Chaumont    | Vice-campeão            |
| Poitiers Volley         | Poitiers    | 5º                      |
| Arago de Sète           | Sète        | 8º                      |
| Nantes Rezé MV          | Nantes–Rezé | 10º                     |
| Montpellier UC          | Montpellier | 6º                      |
| Tourcoing LM            | Tourcoing   | 7º                      |
| Spacer's de Toulouse    | Toulouse    | 12º                     |
| Nice Volley-Ball        | Nice        | 9º                      |
| GFCO Ajaccio            | Ajaccio     | 4º                      |
| Rennes Volley 35        | Rennes      | 11º                     |
| AS Cannes               | Cannes      | Campeão da Ligue B      |
| Narbonne Volley         | Narbona     | Vice-campeão da Ligue B |

## Fase classificatória

### Classificação
- Vitória por 3–0 ou 3–1: 3 pontos para o vencedor;
- Vitória por 3–2: 2 pontos para o vencedor e 1 ponto para o perdedor.
- Não comparecimento, a equipe perde 3 pontos.
- Em caso de igualdade por pontos, os seguintes critérios servem como desempate: número de vitórias, média de sets e média de pontos.

|  | Equipes classificadas para a fase final |

|     |                         |     | Jogos | Jogos | Jogos | Resultados | Resultados | Resultados | Resultados | Resultados | Resultados | Sets | Sets | Sets  | Pontos | Pontos | Pontos |
| Pos | Equipe                  | Pts | T     | V     | D     | 3–0        | 3–1        | 3–2        | 2–3        | 1–3        | 0–3        | V    | P    | R     | V      | P      | R      |
| --- | ----------------------- | --- | ----- | ----- | ----- | ---------- | ---------- | ---------- | ---------- | ---------- | ---------- | ---- | ---- | ----- | ------ | ------ | ------ |
| 1   | Tours Volley-Ball       | 61  | 24    | 22    | 2     | 10         | 6          | 6          | 1          | 1          | 0          | 69   | 24   | 2.875 | 2191   | 1948   | 1.125  |
| 2   | GFCO Ajaccio            | 48  | 24    | 16    | 8     | 7          | 7          | 2          | 2          | 2          | 4          | 54   | 35   | 1.543 | 2090   | 2024   | 1.033  |
| 3   | Montpellier UC          | 46  | 24    | 15    | 9     | 8          | 5          | 2          | 3          | 5          | 1          | 56   | 36   | 1.556 | 2133   | 2016   | 1.058  |
| 4   | Rennes Volley 35        | 47  | 24    | 15    | 9     | 8          | 5          | 2          | 4          | 2          | 3          | 55   | 36   | 1.528 | 2090   | 1972   | 1.060  |
| 5   | Nice Volley-Ball        | 41  | 24    | 15    | 9     | 9          | 2          | 4          | 0          | 3          | 6          | 48   | 37   | 1.297 | 1945   | 1886   | 1.031  |
| 6   | Chaumont Volley-Ball 52 | 41  | 24    | 14    | 10    | 4          | 6          | 4          | 3          | 5          | 2          | 53   | 44   | 1.205 | 2225   | 2119   | 1.050  |
| 7   | Poitiers Volley         | 35  | 24    | 12    | 12    | 5          | 5          | 2          | 1          | 5          | 6          | 43   | 45   | 0.956 | 1932   | 1974   | 0.979  |
| 8   | Nantes Rezé MV          | 34  | 24    | 11    | 13    | 7          | 3          | 1          | 2          | 4          | 7          | 41   | 44   | 0.932 | 18550  | 1919   | 9.666  |
| 9   | Tourcoing LM            | 29  | 24    | 9     | 15    | 4          | 3          | 2          | 4          | 3          | 8          | 38   | 52   | 0.731 | 2033   | 2049   | 0.992  |
| 10  | Narbonne Volley         | 28  | 24    | 9     | 15    | 5          | 2          | 2          | 3          | 5          | 7          | 38   | 51   | 0.745 | 1932   | 1988   | 0.972  |
| 11  | Spacer's de Toulouse    | 24  | 24    | 7     | 17    | 5          | 2          | 0          | 3          | 6          | 8          | 33   | 53   | 0.623 | 1877   | 2012   | 0.933  |
| 12  | Arago de Sète           | 17  | 24    | 6     | 18    | 0          | 4          | 2          | 1          | 4          | 13         | 24   | 62   | 0.387 | 1780   | 2014   | 0.884  |
| 13  | AS Cannes               | 17  | 24    | 5     | 19    | 3          | 1          | 1          | 3          | 6          | 10         | 27   | 60   | 0.450 | 1880   | 2042   | 0.921  |

Observação: A pontuação oficial do Rennes Volley 35 foi de 45 pontos, pois o clube sofreu uma punição de 2 pontos da Direção Nacional de Assistência e Controle de Gestão (DNACG).

Fonte: FFVolley

## Playoffs
|  | Quartas de final | Quartas de final        | Quartas de final        | Quartas de final        | Quartas de final |                  |                   | Semifinais              | Semifinais              | Semifinais              | Semifinais              | Semifinais              |  |  | Final                  | Final                  | Final                  | Final                  | Final                  | Final                  | Final                  |
|  | 19–24 de abril   | 19–24 de abril          | 19–24 de abril          | 19–24 de abril          | 19–24 de abril   |                  |                   | 27 de abril – 3 de maio | 27 de abril – 3 de maio | 27 de abril – 3 de maio | 27 de abril – 3 de maio | 27 de abril – 3 de maio |  |  | 7 de maio – 10 de maio | 7 de maio – 10 de maio | 7 de maio – 10 de maio | 7 de maio – 10 de maio | 7 de maio – 10 de maio | 7 de maio – 10 de maio | 7 de maio – 10 de maio |
|  |                  |                         |                         |                         |                  |                  |                   |                         |                         |                         |                         |                         |  |  |                        |                        |                        |                        |                        |                        |                        |
|  | 1º               | Tours Volley-Ball       | 3                       | 3                       |                  |                  |                   |                         |                         |                         |                         |                         |  |  |                        |                        |                        |                        |                        |                        |                        |
|  | 8º               | Nantes Rezé MV          | 1                       | 0                       |                  |                  |                   |                         |                         |                         |                         |                         |  |  |                        |                        |                        |                        |                        |                        |                        |
|  | 8º               | Nantes Rezé MV          | 1                       | 0                       |                  | 1º               | Tours Volley-Ball | 3                       | 3                       |                         |                         |                         |  |  |                        |                        |                        |                        |                        |                        |                        |
|  |                  |                         |                         |                         |                  | 1º               | Tours Volley-Ball | 3                       | 3                       |                         |                         |                         |  |  |                        |                        |                        |                        |                        |                        |                        |
|  |                  | 5º                      | Nice Volley-Ball        | 2                       | 0                |                  |                   |                         |                         |                         |                         |                         |  |  |                        |                        |                        |                        |                        |                        |                        |
|  | 4º               | 5º                      | Nice Volley-Ball        | 2                       | 0                | Rennes Volley 35 | 1                 | 3                       | 2                       |                         |                         |                         |  |  |                        |                        |                        |                        |                        |                        |                        |
|  | 4º               |                         |                         |                         |                  | Rennes Volley 35 | 1                 | 3                       | 2                       |                         |                         |                         |  |  |                        |                        |                        |                        |                        |                        |                        |
|  | 5º               | Nice Volley-Ball        | 3                       | 0                       | 3                |                  |                   |                         |                         |                         |                         |                         |  |  |                        |                        |                        |                        |                        |                        |                        |
|  |                  |                         |                         |                         |                  |                  |                   |                         |                         |                         |                         |                         |  |  | 1º                     | Tours Volley-Ball      | 3                      | 3                      |                        |                        |                        |
|  |                  |                         | 6º                      | Chaumont Volley-Ball 52 | 2                | 0                |                   |                         |                         |                         |                         |                         |  |  |                        |                        |                        |                        |                        |                        |                        |
|  | 2º               | GFCO Ajaccio            | 3                       | 3                       |                  |                  |                   |                         |                         |                         |                         |                         |  |  |                        |                        |                        |                        |                        |                        |                        |
|  | 7º               | Poitiers Volley         | 2                       | 0                       |                  |                  |                   |                         |                         |                         |                         |                         |  |  |                        |                        |                        |                        |                        |                        |                        |
|  | 7º               | Poitiers Volley         | 2                       | 0                       |                  | 2º               | GFCO Ajaccio      | 0                       | 3                       | 1                       |                         |                         |  |  |                        |                        |                        |                        |                        |                        |                        |
|  |                  |                         |                         |                         |                  | 2º               | GFCO Ajaccio      | 0                       | 3                       | 1                       |                         |                         |  |  |                        |                        |                        |                        |                        |                        |                        |
|  |                  | 6º                      | Chaumont Volley-Ball 52 | 3                       | 1                | 3                |                   |                         |                         |                         |                         |                         |  |  |                        |                        |                        |                        |                        |                        |                        |
|  | 3º               | 6º                      | Chaumont Volley-Ball 52 | 3                       | 1                | 3                | Montpellier UC    | 0                       | 0                       |                         |                         |                         |  |  |                        |                        |                        |                        |                        |                        |                        |
|  | 3º               |                         |                         |                         |                  |                  | Montpellier UC    | 0                       | 0                       |                         |                         |                         |  |  |                        |                        |                        |                        |                        |                        |                        |
|  | 6º               | Chaumont Volley-Ball 52 | 3                       | 3                       |                  |                  |                   |                         |                         |                         |                         |                         |  |  |                        |                        |                        |                        |                        |                        |                        |

### Resultados

#### Quartas de final
Jogos de ida
| Data   | Hora  |                         | Placar |                   | Set 1 | Set 2 | Set 3 | Set 4 | Set 5 | Total   | Relatório |
| ------ | ----- | ----------------------- | ------ | ----------------- | ----- | ----- | ----- | ----- | ----- | ------- | --------- |
| 19 abr | 20:00 | Nantes Rezé MV          | 1–3    | Tours Volley-Ball | 25–17 | 10–25 | 21–25 | 23–25 |       | 79–92   | Relatório |
| 19 abr | 19:30 | Poitiers Volley         | 2–3    | GFCO Ajaccio      | 22–25 | 25–22 | 25–22 | 20–25 | 11–15 | 103–109 | Relatório |
| 19 abr | 20:00 | Chaumont Volley-Ball 52 | 3–0    | Montpellier UC    | 25–21 | 25–23 | 25–16 |       |       | 75–60   | Relatório |
| 19 abr | 20:00 | Nice Volley-Ball        | 3–1    | Rennes Volley 35  | 26–24 | 25–22 | 25–27 | 25–19 |       | 101–92  | Relatório |

Jogos de volta
| Data   | Hora  |                   | Placar |                         | Set 1 | Set 2 | Set 3 | Set 4 | Set 5 | Total | Relatório |
| ------ | ----- | ----------------- | ------ | ----------------------- | ----- | ----- | ----- | ----- | ----- | ----- | --------- |
| 23 abr | 20:00 | Tours Volley-Ball | 3–0    | Nantes Rezé MV          | 25–20 | 25–15 | 25–21 |       |       | 75–56 | Relatório |
| 23 abr | 20:00 | GFCO Ajaccio      | 3–0    | Poitiers Volley         | 25–23 | 25–18 | 25–17 |       |       | 75–58 | Relatório |
| 23 abr | 20:00 | Montpellier UC    | 0–3    | Chaumont Volley-Ball 52 | 20–25 | 21–25 | 19–25 |       |       | 60–75 | Relatório |
| 23 abr | 20:00 | Rennes Volley 35  | 3–0    | Nice Volley-Ball        | 25–21 | 25–20 | 25–21 |       |       | 75–62 | Relatório |

Terceiro jogo
| Data   | Hora  |                  | Placar |                  | Set 1 | Set 2 | Set 3 | Set 4 | Set 5 | Total   | Relatório |
| ------ | ----- | ---------------- | ------ | ---------------- | ----- | ----- | ----- | ----- | ----- | ------- | --------- |
| 24 abr | 20:00 | Rennes Volley 35 | 2–3    | Nice Volley-Ball | 21–25 | 25–22 | 20–25 | 25–16 | 12–15 | 103–103 | Relatório |

#### Semifinais
Jogos de ida
| Data   | Hora  |                         | Placar |                   | Set 1 | Set 2 | Set 3 | Set 4 | Set 5 | Total   | Relatório |
| ------ | ----- | ----------------------- | ------ | ----------------- | ----- | ----- | ----- | ----- | ----- | ------- | --------- |
| 27 abr | 20:00 | Nice Volley-Ball        | 2–3    | Tours Volley-Ball | 25–23 | 25–23 | 23–25 | 22–25 | 14–16 | 109–112 | Relatório |
| 28 abr | 17:00 | Chaumont Volley-Ball 52 | 3–0    | GFCO Ajaccio      | 25–22 | 25–18 | 26–24 |       |       | 76–64   | Relatório |

Jogos de volta
| Data  | Hora  |                   | Placar |                         | Set 1 | Set 2 | Set 3 | Set 4 | Set 5 | Total | Relatório |
| ----- | ----- | ----------------- | ------ | ----------------------- | ----- | ----- | ----- | ----- | ----- | ----- | --------- |
| 2 mai | 20:00 | Tours Volley-Ball | 3–0    | Nice Volley-Ball        | 25–23 | 25–16 | 25–17 |       |       | 75–56 | Relatório |
| 2 mai | 20:00 | GFCO Ajaccio      | 3–1    | Chaumont Volley-Ball 52 | 25–16 | 25–17 | 20–25 | 25–20 |       | 95–78 | Relatório |

Terceiro jogo
| Data  | Hora  |              | Placar |                         | Set 1 | Set 2 | Set 3 | Set 4 | Set 5 | Total | Relatório |
| ----- | ----- | ------------ | ------ | ----------------------- | ----- | ----- | ----- | ----- | ----- | ----- | --------- |
| 2 mai | 20:00 | GFCO Ajaccio | 1–3    | Chaumont Volley-Ball 52 | 25–12 | 15–25 | 15–25 | 18–25 |       | 73–87 | Relatório |

#### Final
Jogo de ida
| Data  | Hora  |                         | Placar |                   | Set 1 | Set 2 | Set 3 | Set 4 | Set 5 | Total   | Relatório |
| ----- | ----- | ----------------------- | ------ | ----------------- | ----- | ----- | ----- | ----- | ----- | ------- | --------- |
| 7 mai | 20:45 | Chaumont Volley-Ball 52 | 2–3    | Tours Volley-Ball | 22–25 | 22–25 | 25–16 | 25–23 | 12–15 | 106–104 | Relatório |

Jogo de volta
| Data   | Hora  |                   | Placar |                         | Set 1 | Set 2 | Set 3 | Set 4 | Set 5 | Total | Relatório |
| ------ | ----- | ----------------- | ------ | ----------------------- | ----- | ----- | ----- | ----- | ----- | ----- | --------- |
| 10 mai | 20:45 | Tours Volley-Ball | 3–0    | Chaumont Volley-Ball 52 | 25–15 | 25–22 | 25–12 |       |       | 75–49 | Relatório |

## Classificação final
| Posição           | Equipe                  | Classificação                |
| ----------------- | ----------------------- | ---------------------------- |
| Medalha de ouro   | Tours Volley-Ball       | Liga dos Campeões de 2019–20 |
| Medalha de prata  | Chaumont Volley-Ball 52 | Taça CEV de 2019–20          |
| Medalha de bronze | GFCO Ajaccio            | Taça CEV de 2019–20          |
| 4                 | Nice Volley-Ball        | Taça Challenge de 2019–20    |
| 5                 | Montpellier UC          | Taça Challenge de 2019–20    |
| 6                 | Rennes Volley 35        | Ligue A de 2019–20           |
| 7                 | Poitiers Volley         | Ligue A de 2019–20           |
| 8                 | Nantes Rezé MV          | Ligue A de 2019–20           |
| 9                 | Tourcoing LM            | Ligue A de 2019–20           |
| 10                | Narbonne Volley         | Ligue A de 2019–20           |
| 11                | Spacer's de Toulouse    | Ligue A de 2019–20           |
| 12                | Arago de Sète           | Ligue A de 2019–20           |
| 13                | AS Cannes               | Ligue A de 2019–20           |

## Premiação
| Ligue A de 2018–19                     |
| -------------------------------------- |
| Tours Volley-Ball Campeão (8.º título) |